# أكيم بنينج
أكيم بنينج (بالألمانية: Achim Benning)‏ هو ممثل ألماني، ولد في 20 يناير 1935 في ماغديبورغ في ألمانيا.

## وصلات خارجية
- أكيم بنينج على موقع IMDb (الإنجليزية)
- أكيم بنينج على موقع مونزينجر (الألمانية)
- أكيم بنينج على موقع ألو سيني (الفرنسية)
- أكيم بنينج على موقع قاعدة بيانات الفيلم (الإنجليزية)
- أكيم بنينج على موقع كينوبويسك (الروسية)